# 芦屋市立打出浜小学校
芦屋市立打出浜小学校（あしやしりつ うちではましょうがっこう）は、兵庫県芦屋市新浜町にある公立小学校。

## 概要
- 広い校舎と運動場で自由に動き回ることが可能。
- 給食甲子園で入賞経験あり

## 沿革
- 1982年（昭和57年）4月1日 - 開校。

## 通学区域と進学先中学校
出典

### 通学区域
- 春日町、打出町、南宮町、大東町

### 進学先中学校
公立中学校に進学する場合
- 芦屋市立精道中学校

## 周辺
- 社会福祉法人サン福祉会大東保育所 - 校地西側に隣接し、かつ進学前保育所のひとつ。
- 芦屋市立南宮浜公園 -
- B&G財団芦屋海洋センター
- 兵庫県立海洋体育館
  - 芦屋マリンセンター
- 芦屋市立海浜公園
  - 海浜公園プール
- 芦屋市立浜風北公園
- 芦屋港
- 兵庫県立芦屋国際中等教育学校
- また、西宮市との市境線も近い。

## アクセス
芦屋市道臨港線沿いにある正門まで
- 阪急バス
  - 「19」系統で、「南宮町南」停留所（芦屋市道臨港線上）より、
    - 芦屋浜営業所行のりばから、徒歩約90m・約1分。
    - 大東町行のりばから、徒歩約150m・約2分（直線距離では約25mほどだが、市道臨港線を跨ぐ歩道橋経由となるため、約7倍の距離となる）。

  - 「5」・「5A」・「6」・「6」・「9」・「13」・「101」の各系統で、「新浜町」停留所（芦屋市道打出浜線上）より、
    - 芦屋病院・阪急芦屋川駅行（13系統のみ途中停留所・他の系統は終点停留所）のりばから、徒歩約185m・約3分。
    - 阪急芦屋川駅（阪神芦屋駅・JR芦屋駅経由）・JR芦屋駅（阪急芦屋川駅経由・阪急芦屋川駅非経由）・芦屋浜営業所・阪神芦屋駅（芦屋市総合運動公園前経由）方面行（13系統のみ途中停留所・他の系統は起点停留所）のりばから、徒歩約240m・約4分。

## 通学区域が隣接している学校
- 芦屋市立浜風小学校
- 芦屋市立宮川小学校
- 芦屋市立岩園小学校
- 西宮市立香櫨園小学校